# Juan Mora Catlett
Pour les articles homonymes, voir Catlett.
Juan Roberto Mora Catlett (né le 31 mars 1949 à Mexico) est un cinéaste mexicain très influencé par Rojo Amanecer de 
Jorge Fons. Après avoir été étudiant en cinématographie, il a passé un mastère à la faculté de cinéma et de télévision à l'Académie des Beaux-Arts de Prague.
Indépendamment de son travail filmique proprement dit, il enseigne et donne des cours à l'Institut mexicain de cinématographie et il est professeur titulaire du Centre universitaire des études cinématographiques de l'Université nationale autonome du Mexique (UNAM).